# ترايبو
ترايبو (بالبرتغالية: Traipu‏) هي بلدية تقع في البرازيل في ألاغواس.